# Hengfeng (socken i Kina, Guizhou)
Hengfeng (kinesiska: 恒丰, 恒丰乡) är en socken i Kina. Den ligger i provinsen Guizhou, i den sydvästra delen av landet, omkring 160 kilometer sydost om provinshuvudstaden Guiyang. Antalet invånare är 7172. Befolkningen består av 3 504 kvinnor och 3 668 män. Barn under 15 år utgör 30 %, vuxna 15-64 år 59 %, och äldre över 65 år 10,0 %.